# Nikołaj Dawidienkow
Nikołaj Siergiejewicz Dawidienkow, ps. Nikołaj Anin ros. Николай Сергеевич Давиденков (ur. 1916 w Charkowie, zm. 1 listopada 1950 w ZSRR) – radziecki poeta i rysownik, oficer Rosyjskiej Armii Wyzwoleńczej, a następnie Kozackiego Stanu oraz publicysta i korespondent podczas II wojny światowej.
Od 1932 r. jego rodzina mieszkała w Leningradzie. Nikołaj S. Dawidienkow ukończył biologiczne studia na leningradzkim uniwersytecie państwowym. W tym czasie rozpoczął rysować i pisać wiersze. W 1937 r. został aresztowany przez NKWD jako rzekomy członek tzw. „Leningradzkiej Studenckiej Organizacji Terrorystycznej”. We wrześniu 1938 r. został skazany na 8 lat w łagrach. W czerwcu 1939 r. został jednak wypuszczony na wolność. Na początku 1941 r. została opublikowana książeczka dla dzieci „Prawda i łoż'” z rysunkami N. S. Dawidienkowa. Wkrótce został on zmobilizowany do Armii Czerwonej. Służył we Lwowie. 15 lipca 1941 r. pod Mińskiem dostał się ciężko ranny do niewoli niemieckiej. W sierpniu 1942 r. wstąpił do Rosyjskiej Armii Wyzwoleńczej (ROA), dostając stopień kapitana. W 1944 r. został adiutantem atamana gen. Piotra N. Krasnowa. Po jego namowach został korespondentem kozackiego pisma „Kazaczja ława”. Wystąpił z ROA, przechodząc do Kozackiego Stanu, przebywającego w północnych Włoszech. Jednocześnie w okupowanej Francji i Belgii prowadził antysowieckie odczyty dla kozackich emigrantów. Jego wspomnienia zostały opublikowane w piśmie „Pariżskij wiestnik”. Po zakończeniu wojny wraz z oficerami Kozackiego Stanu został wydany Sowietom 1 czerwca 1945 r. w Lienzu przez Brytyjczyków. Został skazany na karę 10 lat łagrów. 1 listopada 1950 r. skazano go na karę śmierci przez rozstrzelanie, natychmiast wykonaną.